# Blizikuće
Blizikuće (cyr. Близикуће) – wieś w Czarnogórze, w gminie Budva. W 2003 roku pozostawała niezamieszkana.